# Belo gibanje
Belo gibanje (rusko Белое движение, Beloje dviženje), znano tudi kot Beli (rusko Белые, Belie) je bilo eno od glavnih udeležencev ruske državljanske vojne 1917–1922. Vodili so ga predvsem desno usmerjeni in konservativni častniki Ruskega imperija. Za njihove glavne sovražnike so veljali boljševiki kot voditelji ruske Oktobrske revolucije, znani tudi kot Rdeči, in njihovi privrženci. Belo gibanje je delovalo kot ohlapen sistem vlad in uprav ter vojaških formacij, ki so jih kot celoto imenovali Bela armada (rusko Белая армия, Belaja armija) ali Bela garda (rusko Белая гвардия, Belaja gvardija). 
Četudi je belo gibanje vključevalo različne ruske politične struje, ki so nasprotovale boljševikom, od republikansko naravnanih liberalcev prek monarhistov do ultranacionalističnih črnostotnijcev, in ni imelo splošno sprejetega voditelja ali doktrine, so bili glavna gonilna sila gibanja konservativni častniki carske vojske. Gibanje je imelo veliko skupnih lastnosti z razširjenimi desničarskimi protirevolucionarnimi gibanji tistega časa, za katera so bili značilni nacionalizem, rasizem, nezaupanje v liberalno in demokratično politiko, klerikalizem, prezir do običajnega človeka in nenaklonjenost industrijski civilizaciji. Novembra 1918 se je gibanje združilo na avtoritarno desničarski platformi okoli Aleksandra Vasiljeviča Kolčaka kot njegovega glavnega voditelja. Kolčak je na splošno zagovarjal ureditev iz predrevolucionarne Carske Rusije, njegov ideal pa je bila mitska "Sveta Rusija", ki je bila znak njegovega religioznega razumevanja sveta. Njegov pozitivni program je bil v veliki meri zajet v sloganu "Enotna in nedeljiva Rusija", kar je pomenilo obnovo imperialnih državnih meja, in zanikanju pravice do samoodločbe. Gibanje se povezuje s pogromi in antisemitizmom, čeprav so bili njegovi odnosi z Judi mnogo bolj zapleteni. Med belimi generali je bilo tipično prepričanje, da je bila revolucija posledica judovske zarote.
Nekateri zgodovinarji ločujejo belo gibanje od tako imenovane "demokratične protirevolucije", ki so jo vodili predvsem desni eseri in menjševiki, ki so se držali vrednot parlamentarne demokracije in vzdrževali demokratične protiboljševiške vlade (Komuh, Ufski direktorij) do novembra 1918. Od takrat dalje so podpirali bodisi bele bodisi boljševike ali pa nasprotovali obema frakcijama. 
Po vojaškem porazu belega gibanja so beli, izgnani iz ZSSR, poskušali nadaljevati boj z ustanavljanjem oboroženih skupin, ki bi vodile gverilsko vojno v ZSSR. Nekateri nekdanji beli poveljniki so tudi upali, da bodo med drugo svetovno vojno s kolaboracijo z nacistično Nemčijo odstavili sovjetske oblasti. V izgnanstvu so imeli več organizacij, od katerih so nekatere imele le ozko podporo, ki so v širši čezmorski skupnosti belih emigrantov obstajale vse do padca evropskih komunističnih držav v vzhodnoevropskih revolucijah leta 1989 in kasnejšega razpada Sovjetske zveze v letih 1990–1991. Ta skupnost protikomunistov v izgnanstvu so bile pogosto razdeljene na bolj liberalne in bolj konservativne segmente, pri čemer so nekateri še vedno upali na obnovo dinastije Romanovih. 

## Izvor imena
V ruskem kontekstu po letu 1917 je imel izraz "belo" tri glavne konotacije: 
- Sklicevanje na francosko revolucijo, v  kateri so sile, ki so nasprotovale revoluciji in podpirale obnovo bourbonske monarhije, uporabljale belo kot svojo simbolno barvo.[33]
- Zgodovinsko sklicevanje na absolutno monarhijo, s posebnim spominjanjem na prvega ruskega carja Ivana III. (vladal 1462–1505).[34] V njegovem času so vladarja Ruskega carstva nekateri imenovali Albus rex (beli kralj).[35]
- Bele uniforme Carske Rusije, ki so jih nosili nekateri vojaki Bele armade.

## Ideologija
Belo gibanje se je pojavilo predvsem kot nasprotnik Rdeče armade. Bela armada je imela glavni cilj, da obrne tok oktobrske revolucije in odstrani boljševike z oblasti. Po njihovi odstranitvi bi se sklicala ustanovna skupščina, ki so jo boljševiki razpustili januarja 1918. Prizadevali so si tudi za odstranitev sovjetskih organizacij in funkcionarjev na ozemlju pod svojo oblastjo.
Na splošno je bila Bela armada nacionalistična in je zavračala etnični partikularizem in separatizem. Na splošno je verjela v združeno večnacionalno Rusijo in je nasprotovala separatistom, ki so želeli ustvariti nacionalne države.
Propagandna služba prostovoljne vojske (rusko ОСВАГ (ОСВедотельно АГентство, romanizirano OSVAG,  OSVedomitelnoe AGentstvo, dobesedno 'obveščevalna agencija'), je trdila, da morajo Judje plačati za vse: za februarsko in oktobrsko revolucijo, za boljševizem in kmete, ki so lastnikom vzeli zemljo". Organizacija je ponovno izdala Protokole sionskih modrecev. Čeprav so Denikinove enote zagrešile samo 17,2 % pogromov, večino so jih izvedli ukrajinski nacionalisti in  uporniške vojske, ki niso bile povezane z nobeno stranjo, so "beli" častniki hvalili vojake, ki so zagrešili antisemitske zločine. Nekateri so za to prejeli celo bonuse.
Vplivni vodja britanskega parlamenta Winston Churchill (1874–1965) je osebno posvaril generala Antona Denikina (1872–1947), nekdanjega pripadnika carske vojske in pozneje glavnega vojskovodjo Bele armade, katerega sile so izvajale pogrome in preganjanja Judov: 
"[Moja] naloga pridobiti podporo v [britanskem] parlamentu za rusko nacionalistično stvar bo neskončno težja, če bo od Judov na območju  prostovoljnih vojsk še naprej prejemal dobro argumentirane pritožbe."
Denikin  se ni upal soočiti s svojimi častniki in se je zadovoljil z nejasnimi formalnimi obsodbami. 
Razen tega, da so bili protiboljševiki, protikomunisti in domoljubi, beli niso imeli uveljavljene ideologije ali glavnega voditelja. Bele armade so sicer priznavale enega samega začasnega voditelja države v imenu vrhovnega guvernerja Rusije v začasni vseruski vladi, vendar je bil ta položaj viden le v vojnih operacijah v letih 1918–1920 v osebi admirala Aleksandra Kolčaka, nekdanjega admirala Ruske imperialne mornarice.
Gibanje ni imelo določene zunanje politike. Beli so imeli različna stališča do Nemškega cesarstva, njegove okupacije zahodne Rusije, baltskih držav, Poljske in Ukrajine in so še v zadnjih dneh prve svetovne vojne razpravljali, ali naj to obtožijo ali ne. Beli so želeli preprečiti, da bi se jim odtujili morebitni podporniki in zavezniki, zato so v izključno monarhističnem stališču videli škodo za njihovo stvar in novačenje. Voditelji belega gibanja, kot je bil Anton Denikin, so se zavzemali za to, da Rusi ustvarijo lastno vlado, in trdili, da vojska ne more odločati namesto Rusov.  Admiralu Aleksandru Kolčaku je v Omsku uspelo sestaviti začasno vojno vlado, ki jo je priznala večina drugih belih voditeljev, po vojaškem napredovanju boljševikov pa je njegova vlada dokončno razpadla.
Nekateri vojskovodje, povezani z belim gibanjem, kot sta bila Grigorij Semjonov in Roman Ungern von Sternberg, niso priznavali nobene avtoritete razen svoje. Posledično belo gibanje ni imelo povezovalnih političnih prepričanj, saj so bili člani gibanja lahko monarhisti, republikanci, desničarji ali demokrati.  Med voditelji Bele armade niti general Lavr Kornilov niti general Anton Denikin nista bila monarhista, monarhist pa je bil  general Pjotr Wrangel, pripravljen boriti se za republikansko rusko vlado. Na drugi strani so protiboljševiško Belo armado podpirale drugače usmerjene politične stranke, med njimi Socialistična revolucionarna stranka in tiste, ki so nasprotovale Leninovem boljševiškemu državnemu udaru oktobra 1917. Odvisno od časa in kraja so ti podporniki Bele armade tudi zamenjali zvestobo desničarjem z zvestobo Rdeči armadi. 
Za razliko od boljševikov bele armade niso imele enotne skupne ideologije, metodologije ali političnega cilja. Vodili so jih konservativni generali z različnimi načrti in metodami. Večinoma so delovali precej neodvisno drug od drugega, z malo koordinacije ali kohezije. Tudi sestave in poveljniške strukture belih armad so bile različne. Nekatere so imele v svojih vrstah prekaljene veterane prve svetovne vojne, druge pa novejše prostovoljce. Te razlike in delitve, skupaj z njihovo nezmožnostjo ponuditi alternativno vlado in pridobiti podporo ljudstva, so belim vojskam preprečile zmago v državljanski vojni.

## Struktura

### Bela armada
Prostovoljna armada v južni Rusiji je postala najvidnejša in največja med različnimi in raznovrstnimi belimi silami. Ustanovljena je bila januarja 1918 kot majhna in dobro organizirana vojska in se je kmalu povečala. Beli armadi so se pridružili Kubanski kozaki in začelo se je  novačenje tako kmetov kot kozakov. Konec februarja 1918 je imela Prostovoljna armada že 4000 vojakov pod poveljstvom generala Alekseja Kaledina, a je bila zaradi napredovanja Rdeče armade prisiljena umakniti se iz Rostova na Donu. Po pohodu v Kuban, znanem kot Ledeni pohod, ki je trajal od 22. februarja do 13. maja 1918, se je tam združila s Kubanskimi kozaki, ki večinoma niso podpirali Prostovoljne armade. Marca se ji je pridružilo 3.000 mož pod poveljstvom generala Viktorja Pokrovskega. Njeno članstvo se je povečalo na 6.000 mož in junija na 9.000 mož. Leta 1919 so se vojski pridružili Donski kozaki. Med majem in oktobrom je prostovoljna vojska narasla s 64.000 na 150.000 vojakov in je bila bolje preskrbljena kot njena rdeča nasprotnica. Belo armado so sestavljali aktivni protiboljševiki, kot so bili kozaki in plemiči, ter kmetje kot naborniki in prostovoljci. Belo gibanje je imelo na razpolago več morskih in rečnih plovil in zlasti Črnomorsko floto. 
Zračne sile belega gibanja so vključevale slovansko-britanski letalski korpus (S.B.A.C.). V belem letalstvu se je boril tudi ruski letalski as Aleksander Kazakov. 

### Uprava
Voditelji in prvi člani belega gibanja so izhajali predvsem iz vrst vojaških častnikov. Mnogi niso bili pripadniki plemstva, kot na primer generala Mihail Aleksejev in Anton Denikin, ki sta izhajala iz podložniških družin, in general Lavr Kornilov, ki je bil kozak. 
Beli generali nikoli niso obvladali civilne uprave in so se za upravljanje regij pod svojo oblastjo pogosto zanašali na "predrevolucionarne funkcionarje" ali "vojaške častnike z monarhističnimi nagnjenji".
Bele vojske so bile pogosto brezpravne in neurejene. Na ozemlju pod njihovim nadzorom je bilo v obtoku pogosto več različnih valut  z nestabilnimi menjalnimi tečaji. Glavna valuta, rubelj Prostovoljne vojske, ni imela zlate podlage.

## Čini in oznake belega gibanja
Vojaški čini in oznake belega gibanja (1918-1922) so temeljili na nekdanjih činih in oznakah ruskih carskih oboroženih sil. V primerjavi s starim sistemom je bilo uvedenih nekaj novih funkcij in sprememb: 
- Barve korpusov nekdanje carske vojske se niso več upoštevale, saj so častnikom iz carskih polkov dodelili nove enote. Dvobarvne epolete - zunanji del ena barva, notranji del druga barva, ki so bile običajne v mnogih carskih vojaških enotah, so se ohranile le v kozaških enotah in v Ministrstvu za notranje zadeve Kolčakove vlade.
- Ljudska vojska Komuča je sprva po tradiciji februarske revolucije odpravila epolete, ki so sicer vsebovale le številke vojaških enot in so bile enake za vse čine, in uvedla oznake na rokavih. S prihodom številnih nekdanjih častnikov, ki na splošno niso marali revolucije, je epolete ponovno uvedla. Ko je kasneje Aleksander Kolčak vzpostavil svojo diktaturo, so oznake na rokavih ukinili.
- Oznake sibirske vojske so bile podobne tistim iz komuške vojske in so bile iz istega razloga ukinjene.
- Tako imenovani častniški polki (Aleksejevski, Drozdovski, Kornilovski in Markovski) so imeli svoje barve in uniforme. Sprva so bili v te polke sprejeti samo bivši častniki, zato so se njihovi čini začeli od 2. poročnika (podporočnika) navzgor. Poleg tega so častniški polki uvedli tudi oznake na rokavih, sestavljene iz ene do osem vodoravnih črt. Kasneje so ti polki uvedli čine tudi za vojake in podčastnike. Barve teh korpusov so bile: 
  - Aleksejevski polk: modre epolete, bele obrobe, bele črte za častnike in bele cikcak konture za generale. Topništvo je imelo črne epolete in rdeče obrobe in črte.[54]
  - Drozdovski polk: temno rdeče (magenta) epolete, bele obrobe, črne črte za častnike in črni cik-cak za generale.[55]
  - Kornilovski polk: epolete: zgornji del črn, spodnji del rdeč, bele obrobe, bele črte za častnike in beli cikcak za generale.[56] Na vezenih epoletah paradnih uniform je bila vezenina bela, obrobe in črte dvobarvne (zgornji del črn, spodnji del rdeč), medtem ko je bil cikcak generalov iste barve kot vezenje.[57]
  - Markovski polk: črne epolete, bele obrobe, bele črte za častnike in bela cikcak kontura za generale.[58]
- Zlato in srebrno vezene epolete so postale precej redke in so se praviloma nosile le ob posebnih priložnostih. Večina častnikov je nosila epolete kaki barve z rjavimi črtami. Častniki častniških polkov in lokalnih formacij so lahko nosili epolete v barvah svojih formacij.
- Do leta 1919 sta bila prejšnja čina praporščaka in podpolkovnika ukinjena v vseh belih formacijah kot odvečna, vendar so na novo vpisani nekdanji častniki z ukinjenima činoma  lahko med poskusno dobo nosili svoje prejšnje oznake, dokler jim niso bili podeljeni novi čini. Podpolkovniški čin je sredi leta 1920 za kratek čas obnovil Wrangel.
- Kozaške čete so bile pomembna izjema in so brez bistvenih sprememb ohranile vse svoje čine in barve korpusa. Stepski kozaki pod poveljstvom atamana Semjonova in atamana Kalmikova so na rokavu nosili ščit. V vojski Semjonova so nosili rumeni ščit z rdečimi črtami, na katerem je bil napis "OMO" (Posebni mandžurski odred). Kozaki v odredu atamana Kalmikova so na rokavih nosili rumen ščit s črno črko "K" (K za Kalmikov).
- Militanti gibanja Borisa Annenkova so imeli zelo dodelan sistem uniform in barv korpusa, ki je sledil kozaški tradiciji. Annenkov je bil edini, ki je imel generalski čin. Cik-cak vezenina njegovih epolet je imela nekoliko drugačno obliko kot vezenina v drugih belih enotah: vzorec je bil sestavljen iz treh vzporednih tankih črt.[59]

Po porazu v državljanski vojni so bele enote pobegnile v tujino. Wrangelove čete so leta 1920 pobegnile s Krima v Turčijo, kjer so ostale do leta 1922. Domovinska vojska na Daljnem vzhodu je pobegnila na Kitajsko. Vojaške formacije belega gibanja so še naprej obstajale v emigraciji. Na Kitajskem so ohranile čine in oznake in sodelovale v lokalnih spopadih. V Evropi so nekdanji beli generali ohranili sistem vojaškega usposabljanja za svoje privržence pod okriljem Ruske vsevojaške zveze in nadaljevali s podeljevanjem vojaških činov in odlikovanj. Zaradi bližajoče se svetovne vojne so lokalne vlade te formacije in sčasoma tudi nošenje nekdanjih ruskih vojaških uniform prepovedale. Najdlje ohranjeni primer belih insignij je bila ruska vojaška šola v Tjandžingu leta 1940. 
Med drugo svetovno vojno poskusi obnovitve sistema činov v pronemških kolaborantskih formacijah niso bili uspešni. Znana izjema je Ruski korpus v Jugoslaviji, ki je imel v letih 1941-1942 čine in oznake belega gibanja. Vlasovska vojska je leta 1942 uvedla lastne čine in oznake, ki so kljub vidni podobnosti s starim sistemom temeljili na nemških standardih in so zato imeli drugačne število zvezdic, včasih tudi drugačna imena činov.

## Bojišča
Beli in rdeči so se v ruski državljanski vojni vojskovali od novembra 1917 do leta 1921. Osamljene bitke na Daljnem vzhodu so se nadaljevale do junija 1923. Bela armada se je s  pomočjo zavezniških sil (Antanta,  Japonska, Združeno kraljestvo, Francija, Grčija, Italija in Združene države ter včasih Nemčija in Avstro-Ogrska) bojevala v Sibiriji, Ukrajini in na Krimu. Rdeča armada jo je nazadnje premagala zaradi vojaške in ideološke neenotnosti belih ter odločnosti in vse večje enotnosti Rdeče armade. 
Bela armada je delovala predvsem  na treh glavnih bojiščih. 

### Južna fronta
Organiziranje Bele armade na jugu se je začelo 15. novembra 1917  pod vodstvom generala Mihaila Aleksejeva. Decembra 1917 je  vojaško poveljstvo novo imenovane Prostovoljne vojske  prevzel general Lavr Kornilov in ostal na tem položaju do svoje smrti aprila 1918. Nasledil ga je general Anton Denikin, ki je januarja 1919 postal komandant Oboroženih sil južne Rusije. 
Na južni fronti so potekale obsežne vojaške operacije in je predstavljala najnevarnejšo grožnjo boljševiški vladi. Kornilov je bil sprva v celoti odvisen od prostovoljcev iz ožje Rusije, večinoma kozakov, ki so bili med prvimi, ki so se zoperstavili boljševiški vladi. 23. junija 1918 je Prostovoljna vojska (8.000–9.000 mož) s podporo Petra Krasnova začela svojo tako imenovano drugo kubansko kampanjo. Do septembra je Prostovoljna vojska štela od 30.000 do 35.000 mož, zlasti zaradi mobilizacije kubanskih kozakov, zbranih na severnem Kavkazu. Prostovoljna vojska se je zato imenovala tudi Kavkaška prostovoljna vojska. 23. januarja 1919 je Prostovoljna vojska pod Denikinom porazila sovjetsko 11. armado in nato zavzela območje Severnega Kavkaza. Denikinove sile so junija zavzele Donbas, Caricin in Harkov in začele 3. julija prodirati proti Moskvi. V načrtu je bil predviden napad 40.000 borcev pod poveljstvom generala Vladimirja Maj-Majevskega. 
Po spodletelem napadu generala Denikina na Moskvo leta 1919 so se oborožene sile juga Rusije umaknile. 26. in 27. marca 1920 so bili ostanki Prostovoljne vojske evakuirani iz Novorosijska na Krim, kjer so se združili z vojsko Pjotra Wrangela. 

### Vzhodna (sibirska) fronta
Vzhodna fronta se je začela spomladi 1918 kot tajno gibanje vojaških častnikov in desničarski socialističnih sil. Na tej fronti so se borile tudi češkoslovaške legije, ki jih je boljševiška vlada internirala v Sibiriji in jim prepovedala zapustiti Rusijo, in Japonci. Vzhodni beli armadi je poveljeval admiral Aleksander Kolčak, ki je hkrati  predsedoval začasni ruski vladi. Armada je leta 1919 dosegla nekaj pomembnih uspehov, potem pa je bila prisiljena umakniti se na ruski Daljni vzhod, kjer se je bojevala do oktobra 1922. Ko so se Japonci umaknili, je sovjetska vojska Daljovzhodne republike ponovno zavzela izgubljeno ozemlje. Državljanska vojna se je na tej točki uradno končala, čeprav je Anatolij Pepeljajev takrat še nadzoroval okrožje Ajano-Majski. Jakutska vstaja Pepeljajeva, ki se je končala 16. junija 1923, je predstavljala zadnjo vojaško akcijo Bele armade v Rusiji. Akcija se je končala s porazom zadnje protikomunistične enklave v državi, kar je pomenilo konec vseh vojaških sovražnosti, povezanih z rusko državljansko vojno. 

### Severna in severozahodna fronta
Bele sile na severu, ki so jih vodili Nikolaj Judenič, Evgenij Miller in Anatolij Lieven, so bile slabše koordinirane kot armada generala Denikina na jugu Rusije.  Severozahodna armada se je povezala z Estonijo, medtem ko je Lievenova Zahodno ruska prostovoljna armada stopila na stran baltskega plemstva. Svojo vlogo je igrala tudi avtoritarna podpora Pavla Bermondt-Avalova in Stanisława Bułak-Bałachowicza. Najpomembnejši operaciji na tej fronti sta bili Beli meč in neuspešen prodor proti ruski prestolnici Petrograd jeseni 1919.

## Obdobje po državljanski vojni
Poraženi protiboljševiški  Rusi so odšli v izgnanstvo in se zbirali v Beogradu, Berlinu, Parizu, Harbinu, Istanbulu in Šanghaju. Vzpostavili so vojaške in kulturne mreže, ki so trajale še skozi drugo svetovno vojno (1939–1945). Takšni sta bili na primer organizaciji v Harbinu in Šanghaju na Kitajskem.  Protikomunistični aktivisti Belih Rusov so ustanovili svoje središče tudi v Združenih državah, kamor je emigriralo veliko beguncev. 
Še več! V 20. in 30. letih 20. stoletja je Belo gibanje zunaj Rusije ustanovilo organizacije, ki naj bi z gverilskim bojevanjem strmoglavile sovjetsko vlado. Takšne organizacije so bile na primer Ruska vsevojaška zveza, Bratstvo ruske resnice in Nacionalno zavezništvo ruske solidarnosti, skrajno desna protikomunistična organizacija, ki jo je leta 1930 ustanovila skupina mladih belih emigrantov v Beogradu. Nekateri beli emigranti so začeli simpatizirati s Sovjeti in postali znani kot   "sovjetski patrioti". Simpatizerji so ustanovili svoje organizacije, kot so bile Mladorusi, Evrazijci in Smenovehovci. Ruski kadetski korpus je bil ustanovljen, da bi pripravil naslednjo generacijo protikomunistov za "pomladno kampanjo", obetaven izraz, ki je označeval načrtovano vojaško kampanjo za osvoboditev Rusije izpod sovjetske oblasti. Veliko kadetov se je med drugo svetovno vojno prostovoljno borilo v Ruskem zaščitnem korpusu in aktivno sodelovalo z nacistično Nemčijo. Med kolaboranti je bilo nekaj uglednih osebnosti belega gibanja, kot je bil Pjotr Krasnov, med državljansko vojno vodja Belih donskih kozakov. 
Po drugi svetovni vojni je aktivno protisovjetsko bojevanje skoraj izključno nadaljevalo Nacionalno zavezništvo ruskih solidarnosti. Druge organizacije so se razpustile ali so se osredotočale  izključno na samoohranitev in/ali izobraževanje mladih. Različne mladinske organizacije, kot so Ruski skavti v zamejstvu,  spodbujajo seznanjanje otrok s kulturo in dediščino predsovjetske Rusije. Nekateri so v 20. letih prejšnjega stoletja podpirali Zoga I. iz Albanije, nekaj pa jih je neodvisno služilo pri nacionalistih med špansko državljansko vojno. Beli Rusi so se vojskovali tudi skupaj s sovjetsko Rdečo armado, in sicer med sovjetsko invazijo na Šindžjang in islamskim uporom v Šindžjangu leta 1937.

## Ugledni udeleženci
- Mihail Aleksejev
- Vladimir Antonov
- Nikolaj Savič Bakulin
- Pavel Bermondt-Avalov
- Stanisław Bułak-Bałachowicz
- Anton Denikin
- Mihail Diterihs
- Mihail Drozdovski
- Aleksander Dutov
- Dmitrij Fedotov-Beli
- Ivan Iljin
- Nikolaj Judovič Ivanov
- Aleksej Kaledin
- Vladimir Kantakuzen
- Vladimir Kappel
- Aleksander Kolčak
- Lavr Kornilov
- Pjotr Krasnov
- Mihail Kvecinski
- Aleksander Kutepov
- Anatolij Liven
- Konstantin Mamontov
- Sergej Markov
- Vladimir Maj-Majevski
- Evgenij Miller
- Najmuddin Goški
- Konstantin Petrovič Nehajev
- Viktor Pokrovski
- Leonid Punin
- Aleksandr Rodzjanko
- Grigorij Semjonov
- Andrej Škuro
- Roman von Ungern-Sternberg
- Pjotr Wrangel
- Sergej Vojčehovski
- Nikolaj Judenič
- Boris Anenkov

## Sorodna gibanja
Po februarski revoluciji so se Finska, Estonija, Latvija in Litva razglasile za neodvisne države, vendar so bile na njihovem ozemlju prisotne znatne komunistične ali protikomunistične sile. Sledile so državljanske vojne, v katerih se protikomunistične sile običajno označujejo kot bele. Na Finskem je bila delno vpoklicana Finska bela armada pod vodstvom Bele garde (finsko Valkoinen Armeija), ki se je borila proti Rdeči gardi, ki jo je sponzorirala sovjetska Rusija. Ker so bili v finski Beli gardi finski  nacionalisti, so bili njihovi cilji bistveno drugačni od ciljev ruskih belih armad in ruski beli generali niso nikoli izrecno podprli finske neodvisnosti. Poraz ruske Bele armade je dal piko na i temu sporu. Države so postale neodvisne pod vodstvom nekomunističnih vlad. 

## Opomba
1. ↑  Menjševiki in eserji so leta 1920 poskušali ukiniti zvezne uprave in ustvariti "politični center".[21]